# Peter J. Ratcliffe
Peter John Ratcliffe FRS (Morecambe, 14 de maio de 1954) é um médico e biólogo celular e molecular britânico mais conhecido por seu trabalho sobre reações celulares à hipóxia, pelo qual compartilhou com Gregg L. Semenza e William Kaelin Jr. o Prêmio Nobel de Fisiologia ou Medicina em 2019. Foi clínico praticante no John Radcliffe Hospital, Oxford e Nuffield, professor de medicina clínica e chefe do departamento de medicina clínica de Nuffield na Universidade de Oxford, de 2004 a 2016. Em 2016 tornou-se diretor de pesquisa clínica no Francis Crick Institute. mantendo uma posição em Oxford como membro do Instituto Ludwig de Pesquisa do Câncer e diretor do Target Discovery Institute, Universidade de Oxford.